# Brassaiopsis
Brassaiopsis es un género de fanerógamas perteneciente a la familia  Araliaceae, que comprende 41 especies. Se encuentran distribuidas en Asia desde el Himalaya a través de China, Vietnam, Tailandia e Indonesia. 

## Taxonomía
El género fue descrito por Decne. & Planch. y publicado en Revue Horticole 3: 106. 1854. La especie tipo es: Brassaiopsis speciosa Decne. & Planch.

## Especies
| - Brassaiopsis aculeata - Brassaiopsis acuminata - Brassaiopsis andamanica - Brassaiopsis angustifolia - Brassaiopsis calcarea - Brassaiopsis castaneifolia - Brassaiopsis chengkangensis - Brassaiopsis ciliata - Brassaiopsis dumicola - Brassaiopsis elegans - Brassaiopsis fatsioides - Brassaiopsis ferruginea - Brassaiopsis ficifolia - Brassaiopsis gaussenii - Brassaiopsis glomerulata - Brassaiopsis gracilis - Brassaiopsis griffithii - Brassaiopsis hainla - Brassaiopsis hispida - Brassaiopsis hookeri | - Brassaiopsis kwangsiensis - Brassaiopsis magnifica - Brassaiopsis minor - Brassaiopsis mitis - Brassaiopsis moumingensis - Brassaiopsis phanrangensis - Brassaiopsis producta - Brassaiopsis quercifolia - Brassaiopsis resecta - Brassaiopsis rockii - Brassaiopsis rufosetosa - Brassaiopsis shweliensis - Brassaiopsis simplex - Brassaiopsis simplicifolia - Brassaiopsis stellata - Brassaiopsis sumatrana - Brassaiopsis tibetana - Brassaiopsis triloba - Brassaiopsis trilobata - Brassaiopsis tripteris - Brassaiopsis variabilis |